# Fait divers à Paris
Pour plus de détails, voir Fiche technique et Distribution.
Fait divers à Paris est un film français réalisé en 1949 par Dimitri Kirsanoff et sorti en 1950.

## Fiche technique
- Titre : Fait divers à Paris
- Réalisation : Dimitri Kirsanoff
- Scénario : Armand Chartier
- Photographie : Marcel Fradetal
- Son : Tony Leenhardt
- Musique : Ernest Chausson
- Montage : Monique Kirsanoff
- Société de production : Films Kirsanoff
- Pays de production :  France
- Format : Noir et blanc - 35 mm - 1,37:1
- Genre : Film dramatique
- Durée : 84 minutes
- Date de sortie : 
  - France : 19 juillet 1950

## Distribution
- Denise Fontaine : Raymonde
- Roger Legris : William
- Olivier François : François
- Louis Florencie : ?